# Michelson-Morleyjev pokus
Michelson-Morleyjev pokus je najznačajniji i najutjecajniji pokus s takozvanim nultim rezultatom u povijesti znanosti, izveden 1887. u Clevelandu u suradnji A. A. Michelsona i E. W. Morleyja. Pokus je bio namijenjen utvrđivanju relativne brzine gibanja Zemlje u odnosu na eter, hipotetičko sredstvo kojim se, kako se vjerovalo, šire valovi svjetlosti. Tijekom pokusa osjetljivi Michelsonov interferometar indirektno je uspoređivao duljine putova svjetlosti, koja se gibala u dva međusobno okomita smjera: u smjeru gibanja Zemlje oko Sunca i okomito na taj smjer. Ideja pokusa bila je jednostavna: ako je brzina svjetlosti stalna s obzirom na pretpostavljeni eter kroz koji se Zemlja giba, onda bi se njezino gibanje moglo utvrditi uspoređivanjem brzine svjetlosti u smjeru gibanja Zemlje, gdje bi trebalo doći do zbrajanja brzine svjetlosti i brzine gibanja Zemlje, s brzinom svjetlosti pod pravim kutom prema smjeru gibanja Zemlje. Međutim, razlike nije bilo, otuda naziv nulti rezultat. Izostanak tog učinka obesnažio je stoljetnu teoriju o postojanju etera i pridonio spoznaji kako je brzina svjetlosti univerzalna konstanta. Premda nije pouzdano potvrđeno da je Albert Einstein u oblikovanju teorije relativnosti 1905. pošao baš od toga rezultata, pokus je omogućio prihvaćanje nove fizike i novih pojmova prostora i vremena u usporedbi s klasičnom Newtonovom fizikom.

## Objašnjenje
Životnim dijelom A. J. Fresnela bila je svjetlost spoznata kao valno kretanje. S valnom teorijom svjetlosti započele su bezbrojne spekulacije o svojstvima medija kojim se širi svjetlost. Iz svojstva svjetlosti nadali su se fizičari konstruirati fizikalnu prirodu etera. Približnu sliku etera daju tekućine i kruta tijela sa svojim deformacijama i titrajima. Idealna tekućina, to jest bez trenja, ne daje gibanju mehaničkih tijela nikakav otpor, pa se u njoj tijela kreću s jednolikom brzinom. To svojstvo tekućine mora imati i eter jer se u njemu kreću planeti, zvijezde, makroskopski predmeti, atom, bez prestanka, po načelu tromosti (inercije). S druge strane, svjetlost je transverzalno valno širenje - vrsta valnog gibanja koje je moguće samo u krutim tijelima. Eter bi morao imati izvanredno malu gustoću, a uz to elastičnost krutoga tijela. Jedno s drugim bilo je teško spojiti. Teorija elastičnog etera, koju su s tolikim naporima razvijali najveći matematičari i fizičari (S. D. Poisson, A. J. Fresnel, A. L. Cauchy, G. Green, J. von Neumann), nailazila je na nepremostive poteškoće. I M. Faraday i J. C. Maxwell pokušali su elektromagnetizmu staviti kao osnovu deformacije mehaničkog etera. Tim samim gubio je eter sve više mehanička svojstva. Svojstva etera postojala su sve apstraktnija. Protivno instinktivnom osjećaju čovjeka, dalji razvoj kretao se u pravcu potpunog sloma mehaničkih objašnjenja elektromagnetskih pojava.
Eteru možemo pripisivati mehanička svojstva kakva god hoćemo, no jedno mora uvijek imati - to je određeno stanje gibanja. Uopće možemo smatrati, da eter miruje, pa tako možemo sva gibanja mehaničkih tijela odnositi prema tome mirnom sustavu. Svjetlost je širenje eternih deformacija, kao što je na primjer zvuk širenje akustičkih titraja zraka. Svjetlost ima u eteru konstantnu brzinu. Prema tome, motritelji, koji se kreću prema eteru moraju nužno mjeriti različite brzine svjetlosti. Brzina nekog gibanja ovisi o vlastitoj motritelja koji tu brzinu mjeri. Zrakoplov ima za mene drukčiju brzinu, ako jurim za njim u autu, nego kad stojim na zemlji. Zamislimo jureći brzi vlak s 3 putnika, od kojih se prvi nalazi na početku vlaka, drugi u sredini, a treći na kraju. Neka sada srednji putnik dade pištaljkom zvučni signal. Zvuk ima konstantnu brzinu u zraku, 330 m/s. Uzmimo da vlak juri juri brzinom od 30 m/s. Kada je srednji putnik dao zvučni signal, zvuk se počeo jednoliko širiti zrakom i dopro je do ostala dva putnika. Brzine zvuka, koje će ta dva putnika mjeriti, neće biti iste. Prvi putnik sprijeda udaljuje se vlakom od zvuka, dok putnik na kraju vlaka juri ususret zvučnim valovima. Prednji će mjeriti brzinu zvuka od 300 m/s, a stražnji od 360 m/s. Vlastite njihove brzine odbijaju se, odnosno zbrajaju brzini zvuka. Isto bi to trebalo da vrijedi i za svjetlost, ako je valno gibanje mehaničkog etera. Mjereći različite brzine svjetlosti, motritelji bi izravno mogli utvrditi svoje relativne brzine prema eteru. Gibanje Zemlje kroz mirni eter bila bi vjerna slika gibanja vlaka kroz zrak. 
Godine 1887. izveo je Michelson svestrane pokuse, da utvrdi gibanje Zemlje prema eteru. Rezultati mjerenja bili su negativni i začudili su fizičare. Svjetlost je kod svih pokusa imala jednaku brzinu. Ne može biti govora o nekom relativnom gibanju prema eteru. Mi se možemo kretati kojim god brzinama hoćemo, mjerena brzina svjetlosti uvijek je ista. Jasno je da je taj rezultat u suprotnosti sa svakim shvaćanjem mehaničkog etera. Michelsonovi pokusi potresli su temelje klasične fizike. Neovisnost jedne brzine o vlastitim brzinama motritelja ruši sve klasične prestave o zbrajanju brzina, o prostoru i vremenu. 
Najvažnije pokuse izveo je Michelson interferometrom koji je sam konstruirao. Predstava njegovog pokusa je vrlo jednostavna. Iz izvora izlazi svjetlost i pada na polupropusnu ploču, gdje se jedan dio odbija (reflektira) okomito, a drugi prolazi u prvobitnom smjeru. Obje zrake odbijaju se na zrcalima i vraćaju se do polupropusne ploče. Duljine okomitih krakova između ploče i zrcala su jednake. Sjedinjene zrake ulaze u dalekozor, gdje se motri interferencija. 
Zamislimo da je Michelsonov interferometar tako postavljen da os aparata - pravac od izvora do ploče - leži u smjeru gibanja Zemlje kroz eter. Ako ispustimo zajednički put svjetlosti, tad jedna zraka ide od propusne ploče do zrcala u smjeru gibanja Zemlje, a od zrcala do propusne ploče u suprotnom smjeru. Izračunajmo vrijeme što ga svjetlost treba za taj put. Svjetlost se u eteru širi s konstantnom brzinom c. Brzinu Zemlje označimo s v. Svjetlost ne prevali, dakle, put d, koliko je dug krak interferometra, nego još put v∙t, za koliko odmakne zrcalo interferometra:
{\displaystyle c\cdot t=d+v\cdot t}
Iz te jednadžbe proizlazi vrijeme koje treba signal da u smjeru gibanja Zemlje prevali put d:
{\displaystyle t={\frac {d}{c-v}}\ }
To možemo objasniti i zakonom o slaganju brzina (paralelogram vektora). U sustavu interferometra ima svjetlost prema zrcalu relativnu brzinu c - v, pa joj je za prolaz duljine d potrebno upravo to vrijeme. Kad se svjetlost vraća od zrcala, tada joj ploča dolazi u susret, pa signal prevali manji put od duljine d:
{\displaystyle c\cdot t'=d-v\cdot t'}
Odatle izlazi za vrijeme što ga signal treba da se vrati od zrcala do ploče:
{\displaystyle t'={\frac {d}{c+v}}\ }
Cjelokupno je vrijeme što ga signal potroši da prođe tamo i natrag paralelno s gibanjem Zemlje:
{\displaystyle t_{par}={\frac {d}{c-v}}+{\frac {d}{c+v}}={\frac {2\cdot d}{c}}\cdot {\frac {1}{1-{\frac {v^{2}}{c^{2}}}}}}
Približno je to jednako:
{\displaystyle t_{par}\approx {\frac {2\cdot d}{c}}\cdot (1+({\frac {v}{c}})^{2})}
Razmotrimo sad svjetlosni signal koji se kreće uzduž kraka, okomito na smjer gibanja Zemlje. Dok je svjetlosni signal došao do ploče zrcala, zrcalo se pomaklo okomito na krak za v∙t":
{\displaystyle (c\cdot t'')^{2}=d^{2}+(v\cdot t'')^{2}}
Odatle izlazi vrijeme za put svjetlosnog signala po kraku, okomitom na smjer gibanja:
{\displaystyle t''={\frac {d}{\sqrt {c^{2}-v^{2}}}}}
Cjelokupno vrijeme koje svjetlost treba da prođe put od ploče do zrcala i natrag iznosi:
{\displaystyle t_{oko}=2\cdot {\frac {d}{\sqrt {c^{2}-v^{2}}}}={\frac {2\cdot d}{c}}\cdot {\frac {1}{1-{\sqrt {\frac {v^{2}}{c^{2}}}}}}}
Približno je to jednako:
{\displaystyle t_{oko}\approx {\frac {2\cdot d}{c}}\cdot (1+{\frac {1}{2}}\cdot ({\frac {v}{c}})^{2})}
Sjedinjene zrake svjetlosti ulaze, dakle, u dalekozor s vremenskom razlikom:
{\displaystyle t_{par}-t_{oko}={\frac {d}{c}}\cdot ({\frac {v}{c}})^{2}}
Razlika u fazama titranja oba vala morala bi nužno izazvati interferencije. Međutim, Michelsonovi pokusi su pokazali da nema ni traga ikakvoj interferenciji. Kako god orijentirali krakove interferometra, zrake svjetlosti dolaze do dalekozora s istom fazom titranja. Gibanje Zemlje kroz eter ne utječe nikako na brzinu svjetlosti.
Negativan ishod Michelsonovih pokusa bio je četvrt stoljeća jedna od najvećih zagonetki fizike. Neobičnu hipotezu skraćivanja (kontrakcije) duljine u smjeru gibanja iznio je G. F. FitzGerald 1892. Razlike nestaje, ako pretpostavimo da se duljine u smjeru gibanja skraćuju za faktor: 
{\displaystyle {\sqrt {1-{\frac {v^{2}}{c^{2}}}}}}
dok duljine okomite na smjer gibanja ostaju nepromijenjene. Očito je da je ta hipoteza protivna svim mehaničkim predodžbama, jer su promjene oblika vezane s djelovanjem sila, a ne stanjem gibanja. Hipotezu kontrakcije ptihvatio je odmah H. A. Lorentz, a potpuno je tek razjasnila teorija relativnosti.

## Interferometar
Interferometar je mjerni instrument koji elektromagnetske ili mehaničke valove izvora prima s pomoću dvaju ili više objektiva (detektora) pa se s pomoću pruga interferencije valova provode precizna mjerenja. Prvi interferometar primijenio je Thomas Young u pokusu (1805.) kojim je istraživao prirodu svjetlosti. Značajan doprinos razvoju interferometara dao je Albert Abraham Michelson: on je s pomoću interferometra (1877.) pokušao izmjeriti brzinu svjetlosti, s Edwardom Williamsom Morleyjem je (1887.) dokazao nepostojanje etera. Unaprijedio je i optičke astronomske interforometre kojima je mjerio promjere zvijezda. Polovicom 20. stoljeća, po načelima optičke interferometrije, konstruirani su radiointerferometri sastavljeni od dvaju i više radio teleskopa kojima je izbjegnuta gradnja velikih antena i znatno povećano kutno razlučivanje (dugobazična interferometrija). Danas se optički interferometri široko koriste za brojne namjene u spektroskopiji, astronomiji, fizici, geodeziji i drugim znanostima, industriji i drugo. Ultrazvučni interferometri omogućavaju precizno određivanje brzina ultrazvuka u tekućinama.

## Vanjske poveznice
|  | Zajednički poslužitelj ima još gradiva o temi Michelson-Morleyjev pokus |